# ألكساندرو تاتوس
الكساندرو تاتوس (9 مارس 1937-31 يناير 1990) هو مخرج وكاتب سيناريو روماني ولد في بوخارست، ومن أشهر أعماله فيلم «التفاحات الحمراء» الذي أخرجه عام 1976.

## وصلات خارجية
- الكساندرو تاتوس على موقع IMDb (الإنجليزية)
- الكساندرو تاتوس على موقع أول موفي (الإنجليزية)
- الكساندرو تاتوس على موقع قاعدة بيانات الفيلم (الإنجليزية)
- الكساندرو تاتوس على موقع كينوبويسك (الروسية)